# John Lucy
John A. Lucy (1949) es un lingüista y psicólogo estadounidense que ha estudiado las relaciones entre el lenguaje y la cognición - la hipótesis de Sapir-Whorf - durante los últimos 30 años. Es profesor William Benton en el Departamento de Desarrollo Humano Comparativo y en el Departamento de Psicología de la Universidad de Chicago. Ha trabajado extensamente con el idioma yucateco, especializándose en su sistema de clasificación nominal.

## Investigación
John Lucy es uno de los proponentes modernos de la hipótesis de la relatividad lingüística, a favor de la cual ha argumentado como resultado de sus estudios comparativos entre la lengua inglesa y el yucateco. Uno de los experimentos que ha llevado a cabo ha sido el siguiente: presentó una serie de objetos ante los hablantes nativos de cada una de estas lenguas, de forma que primero les presentaba uno solo y más adelante un par; los participantes debían elegir, de entre los dos últimos, cuál era el que más se parecía al primero. Según observó, los hablantes nativos de inglés solían elegir el objeto por su forma, mientras que los hablantes de yucateco solían tener más en cuenta la materia de que estaba hecho; de esta manera, si se les presentaba una caja de cartón, los hablantes de inglés tendían a considerar que los objetos que se parecían eran aquellos que tenían forma de caja aunque estuvieran hechos de algún otro material, mientras que los de yucateco optaban por elegir uno que estuviera hecho de cartón aunque tuviera una forma muy diferente. Lucy atribuyó estos resultados al hecho de que en la lengua yucateca hay clasificadores nominales que deben acompañar el sustantivo cuando éste se encuentra precedido por un numeral. Estos clasificadores indican la forma del objeto y, por tanto, el sustantivo, cuando no va acompañado por estos clasificadores, es visto por los hablantes de esta lengua como una entidad sin forma; por el contrario, los hablantes de inglés ya entienden el objeto con algo con una forma determinada. Así, lenguas diferentes comportarían maneras diferentes de conceptualizar la realidad, determinarían una ontología.

## Libros
- 1992. Language Diversity and Thought (Cambridge)
- 1992. Grammatical Categories and Cognition (Cambridge)
- 1993. Reflexive Language: Reported Speech and Metapragmatics (Cambridge)

## Artículos principales
- 1979. Whorf and his critics: Linguistic and nonlinguistic influences on color memory. (With Richard Shweder.) American Anthropologist 81(3): 581-615.  Reprinted in R. W. Casson (ed.), Language, Culture, and Cognition, New York: Macmillan Publishing Co., 1981, pp. 133–63
- 1988. The effects of incidental conversation on memory for focal colors. (With Richard Shweder.) American Anthropologist 90(4): 923-31.
- 1994. The role of semantic value in lexical comparison: Motion and position roots in Yucatec Maya'. Linguistics 32(4/5): 623-656. (Special issue "Space in Mayan Languages" edited by J. Haviland and S. Levinson.)
- 1996. The scope of linguistic relativity: An analysis and review of empirical research. J.J. Gumperz and S.C. Levinson (eds.), Rethinking Linguistic Relativity. Cambridge: Cambridge University Press, pp. 37–69.
- 1997. Linguistic relativity. Annual Review of Anthropology 26: 291-312.